# Rivière Saint-Maurice
Rivière Saint-Maurice är ett vattendrag i Kanada.   Det ligger i provinsen Québec, i den sydöstra delen av landet, 260 km öster om huvudstaden Ottawa.
Trakten runt Rivière Saint-Maurice består till största delen av jordbruksmark. Runt Rivière Saint-Maurice är det ganska tätbefolkat, med 62 invånare per kvadratkilometer.